# Geumjeong (métro de Séoul)
Geumjeong (hangeul : 범계 ; hanja : 범계) est une station de correspondance entre la ligne 1 et la ligne 4 du métro de Séoul. Elle est située au 750 Gunporo, quartier Geumjeong-dong de la ville Gunpo-si, dans la province (Gyeonggi-do), au sud de Séoul en Corée du Sud.
Ouverte en 1988, elle devient une station de correspondance en 1994. Elle est desservie par les rames omnibus et express qui circulent sur la ligne 1 et les rames omnibus et express qui circulent sur la ligne 4.

## Situation sur le réseau

Plan du réseau (2023)

La station Geumjeong est une station de correspondance entre la ligne 1 (branche Guro-Sinchang) et la ligne 4 du métro de Séoul, : 
sur la ligne 1, établie en surface, elle est située entre la station Myeonghak, en direction du terminus de branche Guro ou du terminus nord Yeoncheon, et la station Gunpo, en direction du terminus de branche Sinchang, ; 
sur la ligne 4, établie en surface, elle est située entre la station Beomgye, en direction du terminus nord Jinjeop, et la station Sanbon, en direction du terminus sud-ouest Oido,.

## Histoire
La station Geumjeong est mise en service le 25 octobre 1988,,, lors de l'ouverture à l'exploitation de la branche Geumjeong – Ansan de la ligne Gyeongbu (incluse dans la ligne 1 du métro de Séoul).
Elle devient une station de correspondance, avec la ligne 4 du métro de Séoul, le 1er avril 1994 lors de l'ouverture à l'exploitation de la section, de 14,1 km, de Geumjeong à Namtaeryeong (ligne Gwacheon).

## Services aux voyageurs

### Accès et accueil
C'est une station de métro établie en surface utilisant deux quais centraux, équipés de portes palières, et les quatre voies qui les encadrent. Au centre deux voies sont utilisées par des circulations sans arrêt.  4 voies sont desservie par la ligne Gyeongbu exploitée par la ligne 1 du métro métropolitain, 2 sont les lignes de métro entre la ligne Kangchun et la ligne Ansan, qui sont exploitées par la ligne 4 du métro métropolitai. Les deux sorties sont des portes vitrées. Il y a 8 points de vente.

#### Station lignes 1 à 4 du métro
Geumjeong L1 utilise l'intérieur des quais centraux : les quais 2 et 3 qui sont desservis par les rames omnibus et express, qui circulent sur la ligne 1 . La station souterraine est aménagée avec deux quais latéraux équipés de portes palières.
Geumjeongn L4, utilise utilise l'extérieur des quais centraux : les quais 1 et 4  est desservie par les rames omnibus et express, qui circulent sur la ligne 4. 

Installations
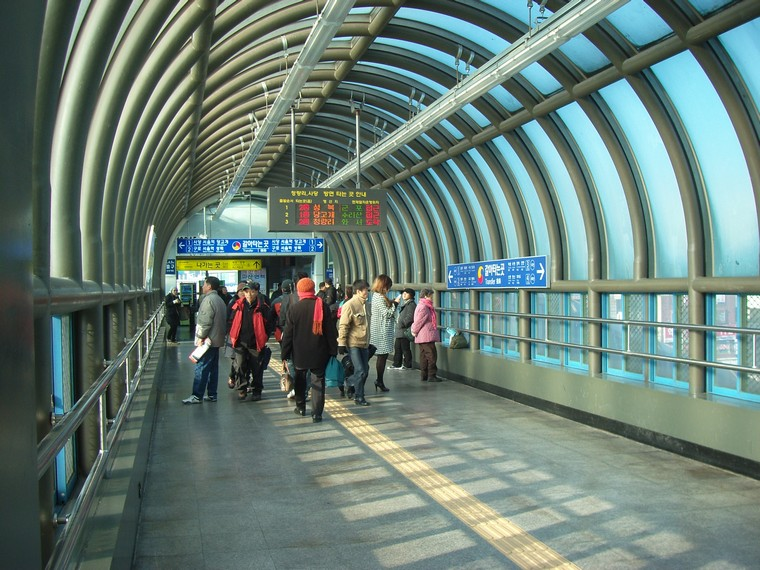
En 2008
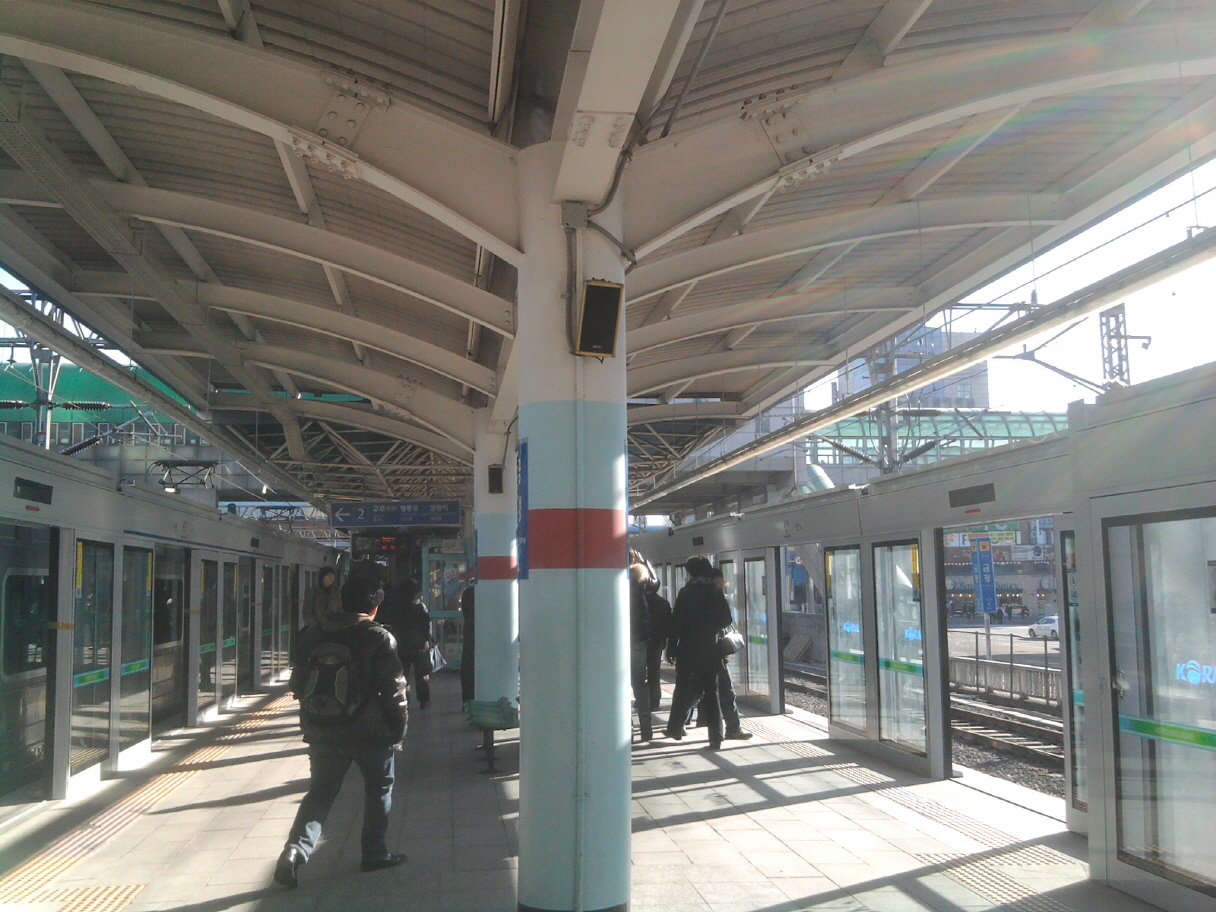
Quais 1-2, en 2010.
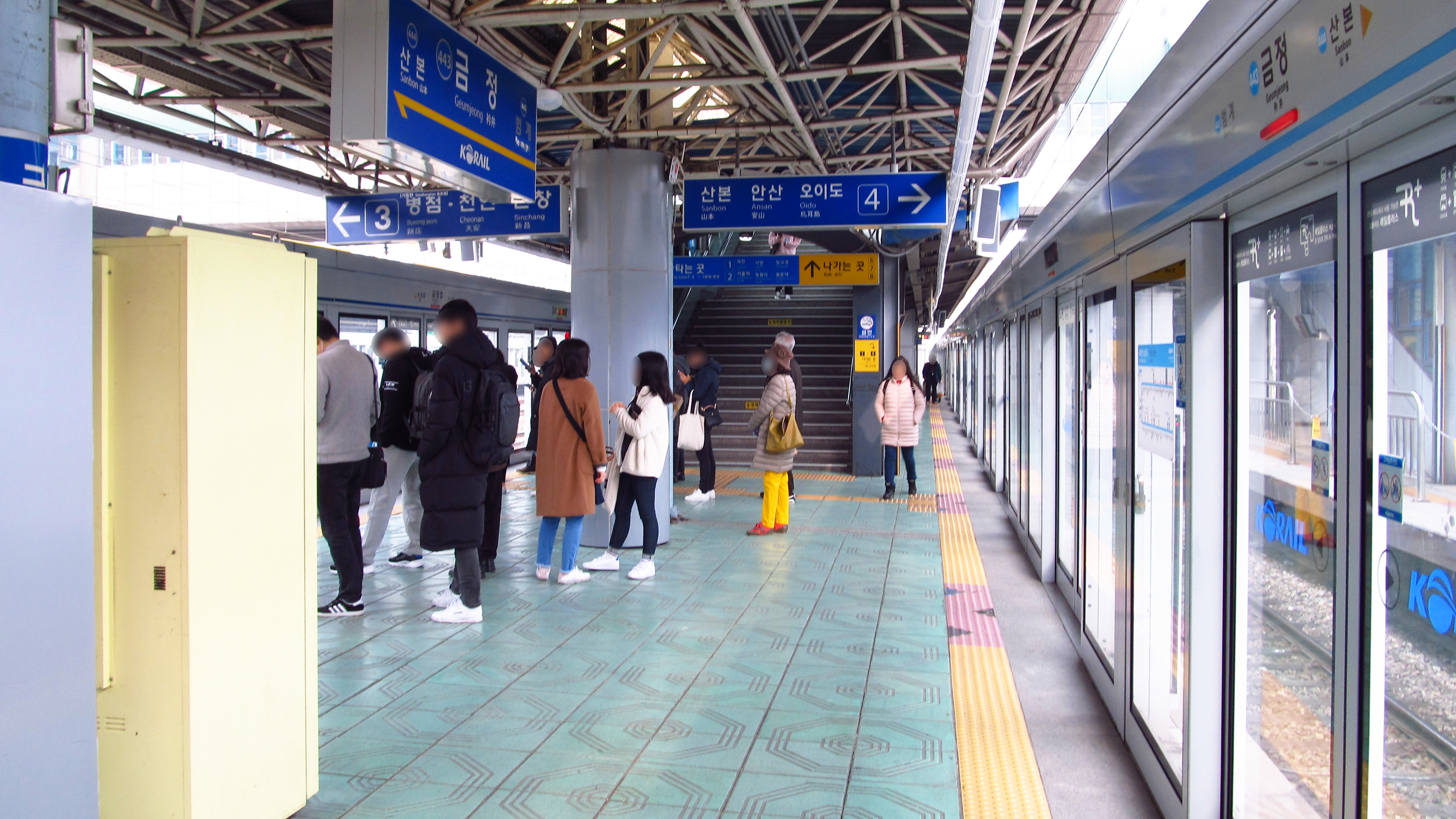
Quais 3-4, en 2018.

### Intermodalité
Des arrêts de bus sont établis sur la voie routière desservie par les bouches du métro.